# William C. Hayes
William Christopher Hayes (Hempstead, 21 marzo 1903 – New York, 10 luglio 1963) è stato un egittologo statunitense.
I suoi principali campi di studio erano la storia dell'arte egizia e la traduzione/interpretazione dei testi.

## Biografia
William C. Hayes nasce a Hempstead. Il padre, William C. Hayes Sr., era cittadino britannico mentre la madre, Helen Hawthorne Maule, era di Filadelfia. Entrambi i genitori erano appassionati di cavalli. Frequentò la William Penn Charter School (allora conosciuta come Penn Charter), per poi studiare presso la scuola preparatoria St George's per 4 anni, dove vinse la "medaglia George Gordon King" in greco avanzato.
Fu alunno di Alan Gardiner presso l'Università di Princeton, dove si laureò nel 1935 con una tesi sui sarcofagi reali della XVIII dinastia. Lavorò la maggior parte della propria carriera presso il Metropolitan Museum of Art, prima come membro della spedizione archeologica in Egitto del museo (dal 1926), poi come curatore assistente (1936) e dal 1952 come curatore del dipartimento egizio del museo.
Nel 1956 venne coinvolto come consulente nella produzione del film I dieci comandamenti . La sua opera più nota, The Scepter of Egypt, è ancora considerata da molti egittologi come una delle opere cardine della disciplina.
Muore a New York il 10 luglio 1963.

## Opere (parziale)
- 1961–1962. Chronology: Egypt – To End Of The Twentieth Dynasty. In The Cambridge Ancient History.
- 1959. The Scepter of Egypt, a Background for the Study of the Egyptian Antiquities in the Metropolitan Museum of Art, vol. II. New York.
- 1956. Most ancient Egypt. University of Chicago Press (come curatore).
- 1953. The Scepter of Egypt, a Background for the Study of the Egyptian Antiquities in the Metropolitan Museum of Art, vol. I. New York.
- 1942. Daily life in Ancient Egypt. National Geographic Society.
- 1935. Royal Sarcophagi of the XVIII Dynasty (tesi di laurea)